# HEBP1
HEBP1‏ (Heme binding protein 1) هوَ بروتين يُشَفر بواسطة جين HEBP1 في الإنسان.